# La letra chica
La letra chica es un programa de televisión uruguayo producido y emitido por el canal TV Ciudad, propiedad de la Intendencia de Montevideo. Se emite desde el 13 de julio de 2020.
Es un programa periodístico y político presentado actualmente por Maite Sarasola y Jorge Temponi, anteriormente por Ricardo Piñeyrúa y Diego González, acompañados por Analía Matyszczyk en la primera temporada, y Denisse Legrand en la segunda temporada.
Se emite los lunes, miércoles y jueves en el horario central del canal, con invitados y un contenido ideológico y línea editorial en sus informes. Sus anteriores conductores han expresado que es «un programa de izquierda», y que no existe el «periodismo objetivo».

## Historia
La primera emisión del programa se llevó a cabo el lunes 13 de julio de 2020. El estreno promedió 2,4 puntos de audiencia según la empresa Kantar Ibope Media. La emisión del día 22 de julio batió un récord en cuanto a la audiencia del canal. El contenido de la emisión se tituló Un océano de abusos, en relación con el Caso Operación Océano, y promedió 7,2 puntos de audiencia con picos de 8 según Kantar Ibope Media, la marca más alta en la historia de TV Ciudad.
En el mes de noviembre del mismo año Analía Matyszczyk se va de la conducción del programa por motivos personales, unos días antes de la finalización de la primera temporada del ciclo.
El 1 de marzo de 2021 se estrenó la segunda temporada del programa, con la incorporación de Denisse Legrand a la conducción. Meses después, en julio, el programa se vio envuelto en controversias debido a la denuncia de la conductora Denisse Legrand contra la directora del canal, Alejandra Casablanca, por violencia laboral. La intendenta de Montevideo, Carolina Cosse, se pronunció sobre el tema y afirmó que «es un tema de jurídica y no piensa interferir». Finalmente Legrand renunció a la conducción del programa, y el caso está actualmente abierto. La temporada fue culminada el 29 de septiembre.
El programa fue renovado para una tercera temporada estrenada el 14 de marzo de 2022 con la conducción de Maite Sarasola y Jorge Temponi.

## Conducción
- Ricardo Piñeyrúa (2020 - 2021).
- Diego González (2020 - 2021).
- Analía Matyszczyk (2020).
- Denisse Legrand (2021).
- Maite Sarasola (2022 - presente).
- Jorge Temponi (2022 - presente).

## Temporadas
| Temporada | Primer episodio         | Primera emisión     | Última emisión          |
| --------- | ----------------------- | ------------------- | ----------------------- |
| 1         | Un océano de abusos     | 13 de julio de 2020 | 13 de noviembre de 2020 |
| 2         | Un año: no hay excusas  | 1 de marzo de 2021  | 29 de setiembre de 2021 |
| 3         | Urgente reconsideración | 14 de marzo de 2022 | En emisión              |